# Ataliba Teixeira de Castilho
Ataliba Teixeira de Castilho (Araçatuba, 1936) é um letrólogo brasileiro, atuante no campo da linguista.

## Carreira acadêmica
Ataliba T. de Castilho foi professor titular da Universidade de São Paulo (USP) (1996-2005), da Faculdade de Filosofia de Ciências e Letras de Marília (1961-1975), atualmente unidade da Unesp, e do Instituto de Estudos da Linguagem (IEL) da Unicamp (1975-1991).  Nasceu em Araçatuba (SP) e é casado com a também linguista Célia Maria Moraes de Castilho.
Fez seu curso secundário em São José do Rio Preto e licenciou-se em Letras Clássicas na então Faculdade de Filosofia, Ciências e Letras da Universidade de São Paulo (1956-1959). Participou de programas de pós-doutoramento em universidades da Itália, Portugal, Estados Unidos e França. Coordenou os seguintes projetos de pesquisa: Projeto de Estudo da Norma Urbana Linguística Culta (Projeto NURC) - da Cidade de São Paulo, juntamente com Isaac Nicolau Salum (1969-1980) e Dino Preti (desde 1981), o Projeto de Gramática do Português Falado (PGPF), com sede na UNICAMP. Em 1997, lançou na USP o Projeto de História do Português Brasileiro. É editor geral da obra em andamento História do Português Brasileiro, 12 volumes.
Na Unicamp, organizou o Sistema de Bibliotecas e o Sistema de Arquivos. Foi professor visitante da Universidade do Texas. Presidiu o Grupo de Estudos Linguísticos do Estado de São Paulo (1969-1970), a Área de Letras e Linguística da Capes (1987-1990), a Associação Brasileira de Linguística (1983-1985), a Associação de Linguística e Filologia da América Latina (1999-2005) e foi membro do Comitê de Assessores em Letras e Linguística do CNPq (1991-1993).
Publicou 62 artigos, orientou teses e dissertações e é autor de dezenove livros, entre os quais Subsídios à Proposta Curricular de Língua Portuguesa para o 2º Grau (org.), A Linguagem Falada Culta na Cidade de São Paulo (org., com Dino Preti), A Linguagem Falada Culta na Cidade de São Paulo; Português Culto Falado no Brasil (org.), Gramática do Português Falado (org.), Para a História do Português Brasileiro (org.), Nova gramática do Português Brasileiro (2010).